# Colonia Târnava, Sibiu
Colonia Târnava este un sat în comuna Târnava din județul Sibiu, Transilvania, România.
Prin colonia Tarnava se defineste partea de comuna situata deasupra soselei Sibiu - Copsa Mica unde sunt amplasate doua randuri de case (cate 70 de numere de case pe fiecare rand) si 5 blocuri cu cate 12 apartamente. De asemenea tot de aceasta "colonie" apartinea si partea din comuna situata la intrarea dinspre Copsa Mica (10 case). Colonia este racordata partial la reteaua de apa potabila si toate gospodariile sunt racordate la reteaua de gaz metan.